# Batalla de las cadenas
La batalla de las cadenas fue una confrontación militar entre Esparta y Arcadia que se produjo alrededor del 550 a. C., en la que los arcadios derrotaron a los espartanos. Según Heródoto los espartanos marcharon a la batalla llevando varas para parcelar y repartirse la tierra por conquistar y cadenas para aprisionar a sus futuros siervos arcadios. En cambio, se convirtieron en prisioneros de guerra de los arcadios y terminaron acarreando las mismas cadenas que ellos habían traído. Esparta, que todavía se estaba recobrando de la derrotas en los levantamientos de Hisias y Mesenia, necesitaba obtener más tierras y recursos atacando a la Tegea arcadia. Aunque actualmente se conocen pocos detalles de la batalla en sí, la victoria inesperada de Tegea fue legendaria. Los grilletes de las cadenas que llevaron los espartanos se exhibieron durante los siglos siguientes. El historiador Heródoto destaca la actitud prepotente de Esparta y la condición no militarista de Tegea, y afirma que el fracaso de los espartanos en la batalla y la vergüenza que sobrevino con él influyó en Esparta para mejorar su ejército.